# グレート・ウェスタン鉄道4700形蒸気機関車

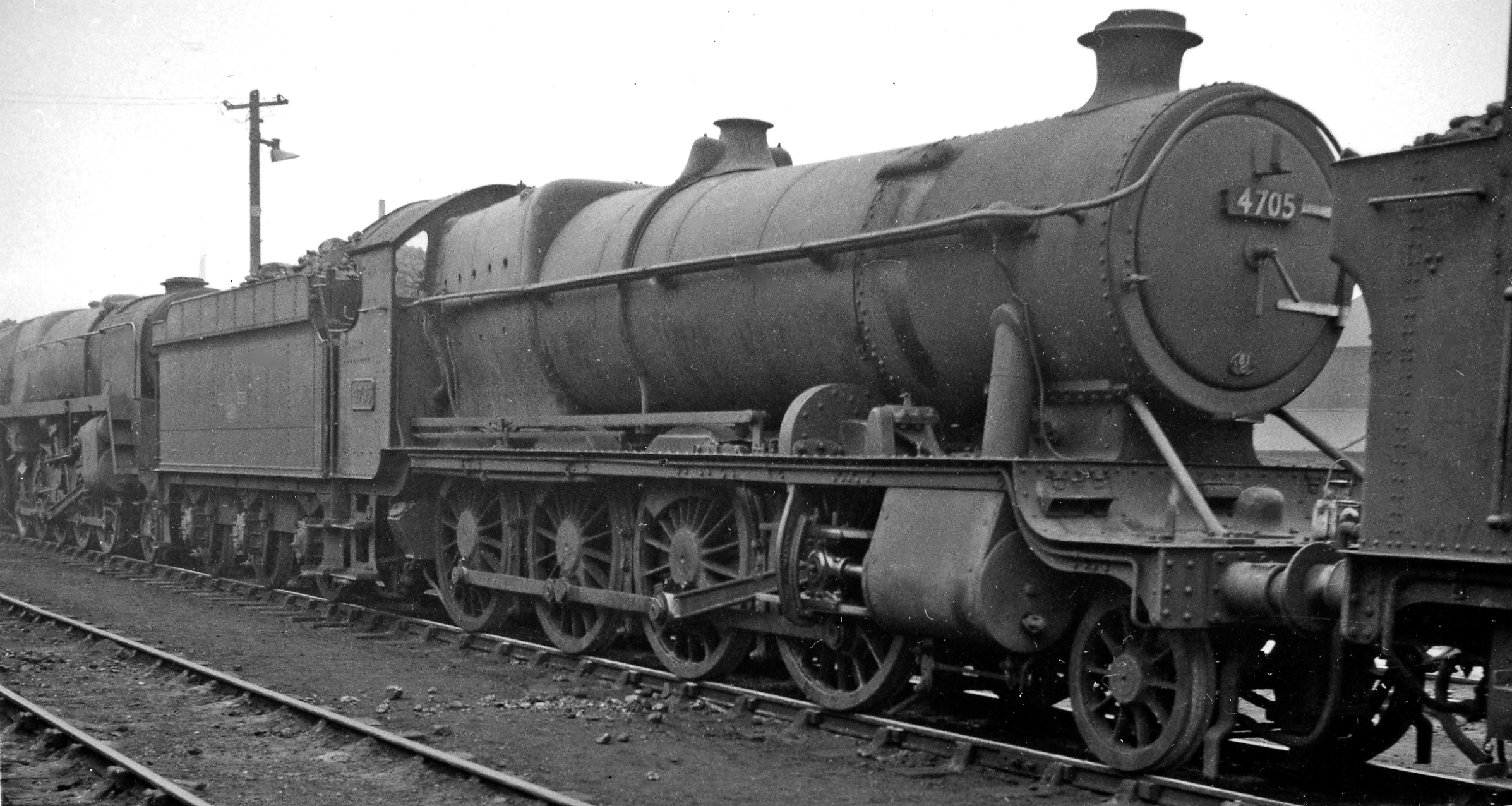
1962年、サウスオール機関車庫の4705号機

グレート・ウェスタン鉄道4700形蒸気機関車（GWR 4700 class）は、イギリスのグレート・ウェスタン鉄道（GWR）の貨客両用テンダー式蒸気機関車である。設計者はジョージ・チャーチウォードで、同氏が最後に設計した形式となった。車軸配置はコンソリデーション（２-８-０あるいは１D）。夜間の貨物列車に運用されることが主であったため、「ナイトオウル（Night Owls)」と呼ばれた。

## 背景
第一次世界大戦末期頃、GWR交通局は貨客両用機として成功を収めた4300形（車軸配置2-6-0）のより強力なバージョンの必要性を指摘した。彼らはセイントクラス （2900形、軸配置4-6-0）の動輪を6フィート8 1/2インチ(2,045ｍｍ)径から5フィート8インチ（1,727ｍｍ）に縮小したバージョンを想定していた。しかし当時の技師長（Chief Mechanic Engineer：CME）のジョージ・チャーチウォードはこの要求に対し、車軸配置2-8-0の機関車を設計することにした。

## 製造
この新たな形式のプロトタイプは1919年5月にスウィンドン工場にて製造され、4700の番号が与えられた。この段階ではチャーチウォードが設計したGWRの標準規格ボイラーであるスウィンドンNo.1ボイラーを搭載していたが、No.1ボイラーでは4700形のような大型の機関車には不十分であることが判明した。そのため、新たに設計されたより大型のNo.7ボイラーを搭載したバージョンに再建された。
No.7ボイラーを搭載した完成形は1921年にチャーチウォードによって注文されたが、完成したのは彼が引退した後であった。4701-4708の計8輌が製造されたが、軸重が大きくなりすぎたために入線可能区域が限られ、これ以上製造されることはなかった。
のちにチャーチウォードの後任のチャールズ・コレットはセイントクラスの動輪を6フィート0インチ（1,829ｍm）に置き換えたより汎用性の高い貨客両用機であるホールクラス(4900形)を、さらにその後当初交通局が想定していた動輪径５フィート８インチ版のグランジクラス(6800形)が製造された。

## 運用
本形式は主に夜間における急行貨物列車を牽引していた。旅客列車を担当することもあり、とくに晩年には夏期の休日におけるイングランド西部へ向かう大型急行列車を運搬した。
廃車は1962年6月にNo.4702から始まり、1964年5月までに全形式が引退した。入線区域が限られていたために通算走行距離は長くなく、最大でNo.4705の1,656,564マイル（2,665,981km）であった。

## 諸元
- 全長　20.22m
- 全高　4.083m
- 軸配置　2-8-0（コンソリデーション）
- 動輪径　1,727mｍ
- 弁装置　スティーブンソン式弁装置
- シリンダー　483mm×762mm
- ボイラー圧力　15.82kg/cm² （= 225lbs/in2 = 1.55MPa)
- 火格子面積　15.770㎡
- 機関車重量　83.3ｔ
- 軸重　19.9ｔ
- 動輪上重量　74.6ｔ
- 炭水車重量　47.4ｔ
- 引張力　135.5ｋN

## 保存
全車が解体処分となり現存していないが、現在新造部品とスクラップ機関車のリサイクル部品を組み合わせて新たに本形式のNo.4709を新造する計画が進行中である。